# Daisuke Sakata
Daisuke Sakata (japonsko 坂田 大輔), japonski nogometaš, * 16. januar 1983.
Za japonsko reprezentanco je odigral eno uradno tekmo.